# Paredros
Als Paredros (griechisch: πάρεδρος; Plural: Paredroi, wörtlich „Beisitzer“) wurde in der antiken griechischen Kultur der Helfer eines politischen Funktionsträgers oder einer Gottheit bezeichnet.

## Paredroi in der Politik
Athen
Im 5. und 4. Jahrhundert v. Chr. ernannten die athenischen Beamten Archon eponymos, Polemarchos und Archon basileus offizielle Stellvertreter. Deren Position hatte Amtscharakter, da sie der Dokimasia unterlagen und rechenschaftspflichtig waren. Für jeden der zehn eúthynoi des Rates der 500 wurden im 4. vorchristlichen Jahrhundert aus den Ratsmitgliedern zwei Beisitzer ausgelost, deren Arbeit erst dann begann, wenn nach dem Rechenschaftsbericht der Beamten Klagen eingereicht wurden. Seit 418/17 v. Chr. waren zehn Beisitzer als Assistenten der hellenotamíai belegt, die aus dem Schatz der Athena bezahlt wurden, ebenso 50 paredroi, die als Gehilfen der Strategen fungierten.
Sparta
In Sparta galten die Ephoren als paredroi der Könige bei Rechtsfragen. Ihnen stand auch ein Weissager zur Verfügung.
Ägypten
Paredroi in Ägypten fungierten als Beiräte von Einzelrichtern oder als Mitglieder von Gerichtshöfen. Sie sind im 1. Jahrhundert vor und im 3. Jahrhundert nach Christus belegt.
Rom
Im Römischen Reich waren die paredroi in den östlichen Provinzen das Äquivalent für den Adsessor und bezeichneten den ranghöchsten Funktionsträger (Legat) nach dem Provinzstatthalter.

## Magie
In griechischen Zauberpapyri sind paredroi nichtmenschliche Helfer von Magiern. Diese Helfer sind göttliche Wesen, selbst von der Bedeutung eines Eros, meist aber Geister und Dämonen von Menschen, die eines gewaltsamen oder frühen Todes gestorben sind.
Anders als andere Geister und Dämonen ist die Beziehung der paredroi nicht nur von kurzer Dauer; sie treten in eine längere Beziehung zum Magier ein, der sie mithilfe von Amuletten, gesprochenen oder geschriebenen magischen Worten und Namen oder rituellen Handlungen wie Weihrauchverbrennungen beherrscht.

## Kult
Paredroi in der Mythologie waren die Begleiter und Helfer der bedeutenderen Gottheiten.